# Candelaria, México
Candelaria là một đô thị thuộc bang Campeche, Mexico. Năm 2005, dân số của đô thị này là 37006 người.